# Église Saint-François-de-Sales de Vienne
L'église Saint-François-de-Sales est une église catholique de Vienne, dans le quartier de Favoriten. Elle est consacrée à saint François de Sales.

## Architecture
Au moment de la planification de la cité Per Albin Hansson, il existe déjà une église catholique et une église évangélique. En son centre, on pose l'église paroissiale catholique Saint-François-de-Sales dessinée par Georg Lippert et bâtie en 1962 et 1963. C'est un bâtiment rectangulaire en béton, le plus souvent sans décoration à l'extérieur. Seule l'abside est recouverte de briques. Le clocher à côté, de forme carrée, a une hauteur de 38 m. Elle est en béton jusqu'à 25 m puis surmontée d'une structure en acier qui abrite les cloches. Sur la façade de l'entrée se trouve une œuvre de Josef Troyer représentant le Christ ressuscité.
L'intérieur se compose d'un grand vaisseau avec de petites niches servant de chapelles près du chœur. La charpente est bois est exposée. L'abside et les murs transversaux sont recouverts de briques. Sur l'abside est accrochée une croix baroque venant de Sommerein. Le tabernacle est une réalisation de Josef Troyer. Le peintre Ernst Karl a fait une représentation de saint François de Sales.
Le presbytère est au sud de l'église. À proximité, il se trouve l'église évangélique.

## Paroisse
La paroisse est confiée aux oblats de Saint François de Sales.

## Source, notes et références
- (de) Cet article est partiellement ou en totalité issu de l’article de Wikipédia en allemand intitulé « Pfarrkirche zum heiligen Franz von Sales » (voir la liste des auteurs).